# (330934) Natevanwey
(330934) Natevanwey est un astéroïde de la ceinture principale.

## Description
(330934) Natevanwey est un astéroïde de la ceinture principale. Il fut découvert le 26 septembre 2009 à LightBuckets par S. Cullen. Il présente une orbite caractérisée par un demi-grand axe de 2,67 UA, une excentricité de 0,13 et une inclinaison de 2,2° par rapport à l'écliptique.

## Compléments